# Alexandermosaiken

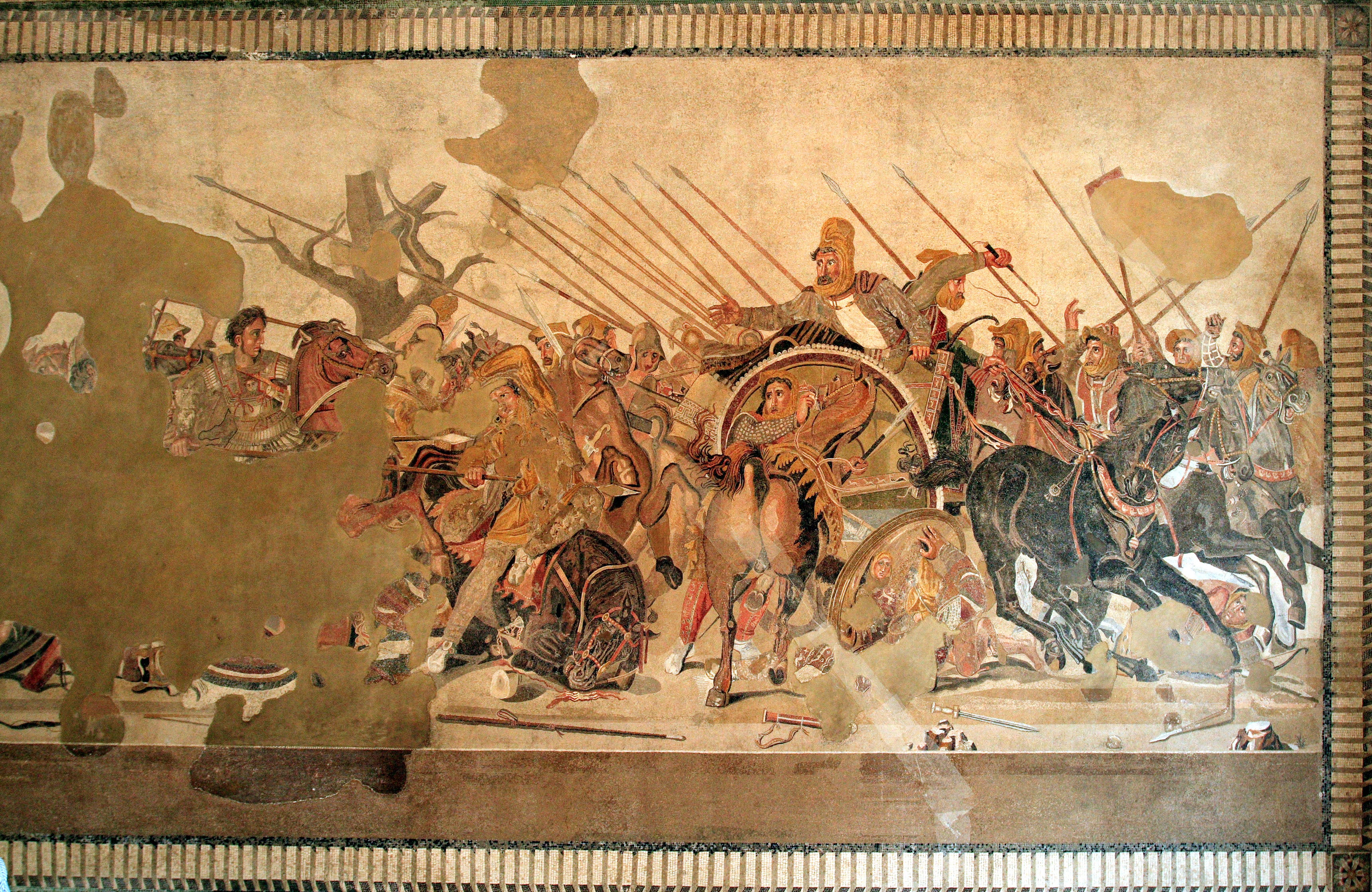
Alexandermosaiken som skildrar slaget vid Issos.

Alexandermosaiken är en berömd golvmosaik som upptäcktes 1831 i samband med utgrävningar i Pompeji. Den skildrar slaget vid Issos år 333 f.Kr., där Alexander den store besegrade perserkungen Darius III, och antas vara gjord efter en väggmålning. Den förvaras på Museo Archeologico Nazionale i Neapel.

## Mosaikens historia
Mosaiken dateras till cirka år 100 f.Kr. och har en storlek på 5,82 × 3,13 m. Den är uppbyggd av omkring 1,5 miljoner små, färgade delar, som är arrangerade i mönster kallade opus vermiculatum (uttytt ”maskarbete”, eftersom de ser ut att beskriva långsam rörelse av krälande maskar). Mosaikens motiv är ett ovanligt detaljerat arbete för ett privat residens och tillhörde förmodligen en mycket förmögen person eller familj.
En annan teori anför att mosaiken ursprungligen varit hellensk som flyttats från Grekland till Rom, men den italienske arkeologen Fausto Levi stöder den förstnämnda teorin.
Mosaiken blottlades den 24 oktober 1831 och i september 1843 flyttades den till Neapel där den nu förvaras uppsatt på en vägg i Museo Archeologico Nazionale.